# Hercules–Corona Borealis Nagy Fal
A Hercules–Corona Borealis Nagy Fal vagy a Nagy Fal a megfigyelhető világegyetem jelenleg ismert legnagyobb struktúrája, körülbelül 10 milliárd fényév hosszúságú (összehasonlításképp a megfigyelhető univerzum mérete körülbelül 93 milliárd fényév).
Ez a masszív szuperstruktúra az égbolt egy olyan része, ahol a gamma-kitörések (GRB) sűrűsége szokatlanul nagyobb mint az elvárt átlagos érték hasonló távolságok esetén.
2013 november elején egy amerikai és magyar csillagászokból álló csapat fedezte fel Horváth István, Jon Hakkila és Bagoly Zsolt (ELTE TTK Fizikai Intézet) vezetésével, miközben elemezte a Swift Gamma-Ray Burst Mission adatait, valamint a földi teleszkópok egyéb adatait. Ez az univerzum legnagyobb jelenleg ismert képződménye: mérete körülbelül kétszeresen meghaladja a korábbi Huge-LQG méretét.
Ez a sűrűsödés az égen a Második, Harmadik és Negyedik Galaktikus Kvadránsban (NQ2, NQ3 és NQ4) található, ami azt jelenti, hogy az északi félgömbön a Sárkány és a Herkules csillagképek határának közepén helyezkedik el. A teljes galaxishalmaz összesen körülbelül 19 GRB-ből áll, melyek vöröseltolódása 1,6 és 2,1 közötti.
A Világegyetemben a gamma-kitörések véletlenszerűen oszlanak el. Ennek és így a kozmológiai elvnek ellentmondani látszik a Hercules–Corona Borealis Nagy Fal létezése.  A fal átlagos mérete meghaladja a 2–3 milliárd parszeket (6–10 milliárd fényév). Egy ilyen szuperklaszter megmagyarázhatja a GRB-k különös eloszlását, mivel ezek közvetlen kapcsolatban vannak a csillagképződéssel.
Más vizsgálatokban kétség merült fel a szerkezet létezésével kapcsolatban, feltételezve, hogy a struktúrát bizonyos statisztikai tesztek torzításai miatt találták, az extinction teljes hatásainak figyelembevétele nélkül.

## Elnevezés
A kutatók arra a következtetésre jutottak hogy a halmazosodás magyarázata ez a szuperstruktúra de publikációjukban nem adtak neki semmilyen nevet.
Hakkila azt nyilatkozta: „A folyamat során sokkal inkább azzal voltunk elfoglalva, hogy valóban létezik-e amit találtunk.”
A „Hercules–Corona Borealis Nagy Fal” nevet egy a Fülöp-szigeteken, Marikina városában élő tinédzser alkotta meg a Wikipédián, miután Discovery Newson olvasta a hírt, három héttel a struktúra felfedezése után. A kifejezést Jacqueline Howard használta később a "Talk Nerdy to Me" videosorozatában és Hakkila később részben ez alapján használta az elnevezést.
A név megtévesztő, mivel a halmaz sokkal nagyobb részt fed le mint a Herkules és az Északi Korona csillagképek. Valójában lefedi a területet az Ökörhajcsár csillagképtől egészen az Ikrek csillagképig. Ezen túl a struktúrája inkább kerekded, így sokkal jobban illene rá a szuperhalmaz kifejezés, szemben a hosszúkás galaxis-falakkal. Egy későbbi tanulmány a „Nagy GRB Fal” kifejezést használta.

## Lásd még
A Világegyetem legnagyobb struktúráinak a listája

## Fordítás
- Ez a szócikk részben vagy egészben  a   Hercules–Corona Borealis Great Wall című angol Wikipédia-szócikk fordításán alapul.  Az eredeti cikk szerkesztőit annak laptörténete sorolja fel. Ez a jelzés csupán a megfogalmazás eredetét és a szerzői jogokat jelzi, nem szolgál a cikkben szereplő információk forrásmegjelöléseként.